# Jean Pébellier
Jean Pébellier est un homme politique français né le 30 juillet 1914 au Puy-en-Velay (Haute-Loire) et mort le 24 juillet 1991 au Puy-en-Velay.

## Biographie
Avoué près le tribunal de grande instance du Puy-en-Velay, il est élu député en 1952, à la suite du décès de son père, Eugène Pébellier, son frère Eugène-Gaston Pébellier, le véritable patron politique de la ville étant encore inéligible du fait de son vote en faveur des pleins pouvoirs au maréchal Pétain, le 10 juillet 1940. Son activité parlementaire est très réduite, et il démissionne dès l'adoption de la loi d'amnistie, en octobre 1953, afin de permettre la réélection de son frère.

## Sources
- Jean Jolly (dir.), Dictionnaire des parlementaires français, Presses universitaires de France